# José Florêncio de Toledo Ribas
José Florêncio de Toledo Ribas (Ouro Preto, 1844 - Rio de Janeiro, 6 de dezembro de 1899) foi um general brasileiro.

## Biografia
Nascido em Ouro Preto, filho do Brigadeiro Manoel Alves de Toledo Ribas e de Maria de Cássia Pinto de Sousa Carvalho. Era sobrinho de D. Escolástica Bonifácia de Toledo Ribas, Viscondessa de Castro, e primo-irmão da Marquesa de Santos, da Baronesa de Sorocaba, do  2º Visconde de Castro e da 2a Baronesa de Santana. Casou-se com Maria Augusta Ribeiro, filha do escritor e político abolicionista Joaquim Cipriano Ribeiro. Foi pai da ativista feminista Alice de Toledo Ribas Tibiriçá. 
Assentou praça como cadete em 1º de setembro de 1858. Lutou na Guerra do Paraguai, sendo condecorado por bravura com medalhas do Império do Brasil e da República Argentina. No posto de capitão foi Ajudante de Ordens do governo da província de Minas Gerais. Foi reformado como general do Exército Brasileiro em 29 de fevereiro de 1897. Faleceu em 06 de dezembro de 1899, sendo enterrado no Cemitério São Francisco Xavier no Rio de Janeiro .